# 서맨사 스미스 (배우)
서맨사 스미스(Samantha Smith, 1969년 11월 4일 ~ )는 미국의 배우이다.

## 출연 작품
- 워리 돌스 (2015)
- 선택받은 자 (2010)
- 트랜스포머: 패자의 역습 (2009)
- 트랜스포머 (2007)
- 수퍼내추럴 시즌1 (2005)
- 피델 (2002)
- 드래곤플라이 (2002)
- 너 어느 별에서 왔니? (2000)
- 투 오브 어 카인드 (1998)